# Élections sénatoriales de 1900 dans la Somme
Les élections sénatoriales dans la Somme ont eu lieu le dimanche 28 janvier 1900. Elles ont eu pour but d'élire les trois sénateurs représentant le département au Sénat pour un mandat de neuf années.

## Contexte départemental

### Sénateurs sortants
|  | Identité            | Étiquette | Groupe              | Élu depuis |
|  | ------------------- | --------- | ------------------- | ---------- |
|  | Achille Bernot      | Rép.      | Gauche républicaine | 1893       |
|  | Louis Froment       | Rép.      | Gauche républicaine | 1895       |
|  | Fernand Maquennehen | Rad.      | Gauche démocratique | 1899       |

## Présentation des candidats

### Congrès républicain
| N° | Candidats | Candidats           | Parti | Principales fonctions                                                |
| -- | --------- | ------------------- | ----- | -------------------------------------------------------------------- |
| 01 |           | Achille Bernot      | Rép.  | Sénateur sortant, Président du conseil général de la Somme           |
| 02 |           | Louis Froment       | Rép.  | Sénateur sortant, coinseiller général de Nouvion, maire de Ponthoile |
| 03 |           | Fernand Maquennehen | Rad.  | Sénateur sortant                                                     |

### Candidats isolés
| Candidats | Candidats      | Parti       | Principales fonctions                                |
| --------- | -------------- | ----------- | ---------------------------------------------------- |
|           | Paul Tellier   | Rép.        | Maire d'Amiens                                       |
|           |                |             |                                                      |
|           | Charles Bignon | Rép.        | Conseiller municipal et d'arrondissement d'Abbeville |
|           |                |             |                                                      |
|           | Max Boulenger  | Indépendant | Docteur à Péronne                                    |

## Résultats
|            | Achille Bernot*            | Rép.       | 918   | 68,76  |  |  |  |  |
|            | Paul Tellier               | Rép.       | 770   | 57,68  |  |  |  |  |
|            | Louis Froment*             | Rép.       | 712   | 53,33  |  |  |  |  |
|            | Fernand Maquennehen*       | Rad.       | 489   | 36,63  |  |  |  |  |
|            | Charles Bignon             | Rép.       | 456   | 34,16  |  |  |  |  |
|            | René Goblet (non candidat) | Rad.       | 141   | 10,56  |  |  |  |  |
|            | Max Boulenger              | DIV        | 93    | 6,97   |  |  |  |  |
|            |                            |            |       |        |  |  |  |  |
| Inscrits   | Inscrits                   | Inscrits   | 1 344 | 100,00 |  |  |  |  |
| Abstention | Abstention                 | Abstention | 9     | 0,67   |  |  |  |  |
| Votants    | Votants                    | Votants    | 1 335 | 99,33  |  |  |  |  |

## Sénateurs élus
|  | Identité       | Étiquette | Groupe              | Élu depuis |
|  | -------------- | --------- | ------------------- | ---------- |
|  | Achille Bernot | Rép.      | Gauche républicaine | 1893       |
|  | Paul Tellier   | Rép.      | Gauche républicaine | 1900       |
|  | Louis Froment  | Rép.      | Gauche républicaine | 1895       |